# Mânio Emílio Lépido (cônsul em 11)
Mânio Emílio Lépido (em latim: Manius Aemilius Lepidus) foi um político romano da gente Cornélia eleito cônsul em 11. Lépido era filho ou sobrinho de Marco Emílio Lépido, o Jovem.

## Carreira
Depois de 5 a.C., mas antes de seu consulado, Lépido foi admitido no colégio dos áugures.
Tácito conta que o imperador Augusto, discutindo possíveis rivais ao seu sucessor, Tibério, em seu leito de morte, descreveu Lépido como sendo digno de se tornar imperador (em latim: capax imperii), mas desdenhoso em relação ao poder supremo.
Em 20, Mânio defendeu sua irmã (ou prima), Emília Lépida, em seu julgamento por acusações de adultério, envenenamento e consulta a astrólogos. No julgamento de Clutório Prisco, Lépido argumentou, sem sucesso, que a proposta de pena de morte era excessivamente dura.
Em 21, Tibério nomeou-o procônsul da Ásia.

## Família
Sabe-se que Lépido teve uma filha, Emília Lépida, esposa do futuro imperador Galba.